# Неправомірна поведінка
Неправомірна поведінка ― це неналежна або протиправна поведінка, мотивована умисною чи навмисною метою або упертою байдужістю до наслідків своїх вчинків. Це дія, яка заборонена, або невиконання того, що вимагається. Неправомірні дії можуть спричинити шкоду здоров'ю чи добробуту іншої людини.
Проступки мають особливе значення в професійних установах (наприклад, адвокати, лікарі, військовослужбовці), на робочих місцях та в різних закладах (наприклад, школах, тюрмах). Виділяють дві категорії неправомірних дій ― це сексуальні проступки та службові проступки. У зв'язку зі шкільною дисципліною під «проступками» загалом розуміють поведінку учнів, яка є неприйнятною для шкільних чиновників, але не порушує кримінального статуту, включаючи неявку, затримку, знущання та невідповідну мову. Проступки на робочому місці, як правило, підпадають під дві категорії: незначні проступки вважаються неприпустимими, але не є кримінальним злочином (наприклад, запізнення, підробка кваліфікації); груба поведінка може призвести до негайного звільнення, оскільки вона є досить серйозною і, можливо, кримінальною, наприклад, крадіжка або сексуальні домагання.

## Організаційні
Вчені з питань організації та управління приділяли велику увагу причинам, формам, способам розвитку та наслідкам неправомірної поведінки в організаціях. Вони вивчали різні типи неправомірної поведінки, такі як злочини «білих комірців», торгівля інсайдами або оманливий облік. Фінансові проступки стали помітними після фінансової кризи 2007—2008 років, яка показала, як фінансові організації можуть здійснювати прибуткову незаконну діяльність протягом десятиліть. Організаційні проступки можуть залучати багато організацій, які співпрацюють, наприклад, картелі, коли фірми зменшують конкуренцію, домовляючись про виробництво чи ціни, а потім приховують свої дії разом і зберігають колективну таємницю.

## Фінансові
Різницю між поганими діловими рішеннями та діловою поведінкою може бути важко визначити, і існує тонка грань між етикою використання лише фінансових стимулів для оцінки ефективності та використанням цілісних заходів, що включають етику, прозорість та відповідальність зацікавлених сторін. Від виконавчих директорів до трейдерів та брокерів існує надто багато спокусливих фінансових стимулів для досягнення результатів у фінансовій галузі. Поширені в минулому фінансові проступки призвели до фінансової реформи. Закон про реформу Додд-Френка на Уолл-стріт та захист прав споживачів був прийнятий у 2010 році для підвищення підзвітності та прозорості у фінансовій галузі та захисту споживачів від оманливих фінансових практик.